# Piazza San Domenico Maggiore
Pour les articles homonymes, voir Piazza San Domenico.

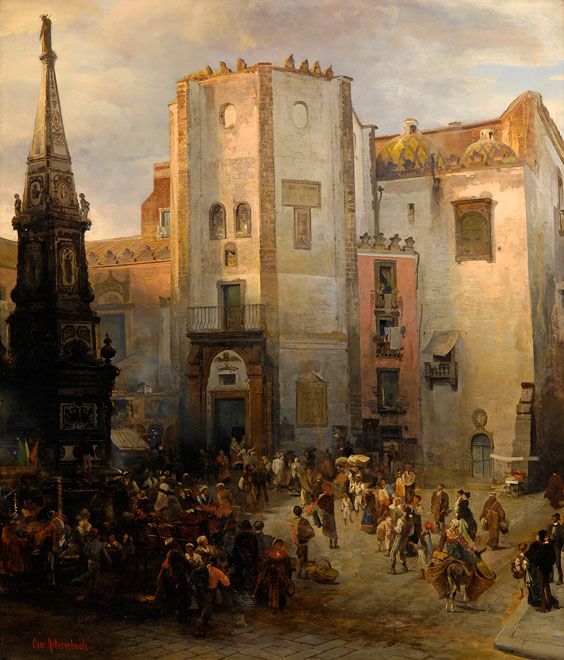
La place au XIXe siècle

La piazza San Domenico (place Saint-Dominique) est une des places importantes du centre historique de Naples.
Elle est traversée par deux grandes artères napolitaines : la via Spaccanapoli (est-ouest) et la via Mezzocannone (sud-nord).

## Historique
Historiquement, d'est un des lieux les plus importants de la ville car la place représente la limite orientale des murailles grecques de Neapolis.
Construite sous le règne d'Alphonse V d'Aragon, elle prend son nom de l'église éponyme dont l'abside donne sur la place. Au cours des siècles, elle assume diverses fonctions : politiques, commerciales et aussi occultes en raison de la proche chapelle Sansevero.

## Description
Au centre de la place, se trouve l'obélisque de San Domenico Maggiore de Francesco Antonio Picchiatti érigé par les Napolitains en remerciement pour avoir survécu à une épidémie de peste.
Outre l'église San Domenico Maggiore et l'obélisque du même nom, la place est entourée par d'autres édifices historiques, tels que le :
- Palazzo Petrucci (it) : palais du XVe siècle, duquel reste encore visible le portail de marbre ; l'arc surbaissé de l'atrium et les galeries ont été reconstruits après le tremblement de terre de 1688.

- Palazzo Saluzzo di Corigliano : attribué à Giovanni Francesco Mormando, il est construit au début du XVIe siècle et rénové après le tremblement de terre de 1688. Aujourd'hui, le palais est un des sièges de l'Université de Naples - L'Orientale.

- Palazzo di Sangro di Casacalenda : commencé en 1766 et achevé par Luigi Vanvitelli, il dispose d'une galerie de fresques de Fedele Fischetti et une cour spectaculaire avec colonnes doriques.